# كوجيرو كايموتو
كوجيرو كايموتو (باليابانية: 海本 幸治郎) (14 أكتوبر 1977 في سويتا في اليابان – )؛ هو لاعب كرة قدم ياباني سابق كان يلعب كمدافع.

## وصلات خارجية
- كوجيرو كايموتو على موقع رابطة كرة القدم اليابانية للمحترفين (اليابانية)
- كوجيرو كايموتو على موقع دوري كوريا الجنوبية (الإنجليزية)
- كوجيرو كايموتو على موقع قاعدة بيانات كرة القدم.إي يو (الإنجليزية)
- كوجيرو كايموتو على موقع Soccerway.com (الإنجليزية)
- كوجيرو كايموتو على موقع عالم كرة القدم.نت (الإنجليزية)